# Тевтонско-литовские войны

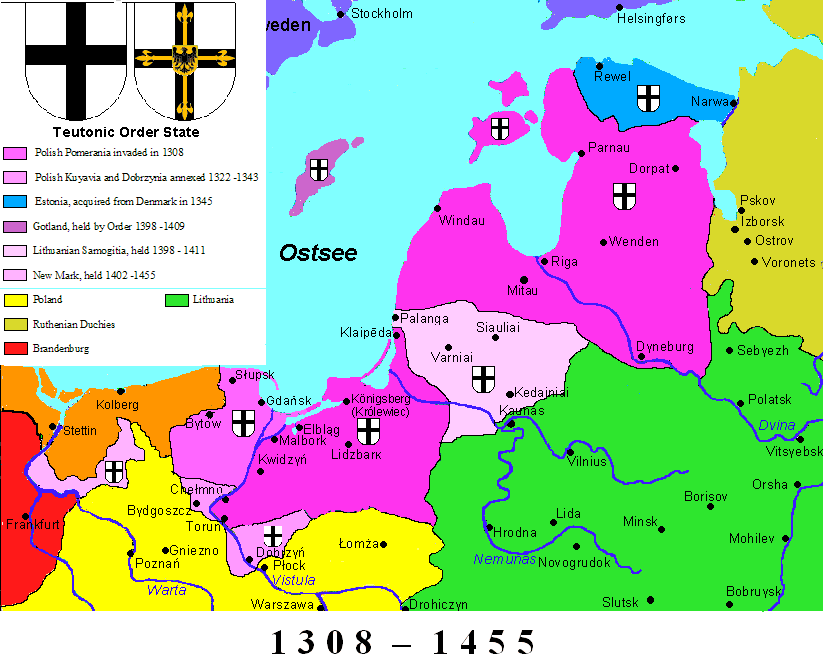
Прибалтика в 1308—1455 годах.

Тевтонско-литовские войны — вооружённые конфликты Тевтонского и Ливонского рыцарских орденов с Великим княжеством Литовским за земли в Жемайтии и белорусском Понеманье, продолжавшиеся с 1283 по 1409 годы (с перерывами). Составная часть общей немецкой экспансии в Восточной Европе.
Исчезновение формального и идеологического поводов для войны — крещение Литвы после Кревской унии (1385) — не означало, однако, окончания военных действий, а только их переход в новую форму.
Среди последствий войны было образование необитаемой лесной пустоты между землями Ордена и Великого княжества Литовского. Также предполагается, что подавляющая направленность немецких ударов на балтийские земли замедлила рост, а возможно, что и уменьшило значение балтского элемента в ВКЛ.
В политический и военный фон войны входили конфликты с Польшей за Волынь и Галицию (1340—1366) и с Московским княжеством за влияние на русские земли: Смоленск, Тверь и другие (1340-е — 1370-е годы), внутренний конфликт вокруг власти в ВКЛ (1370—1390-е годы).

## Общий характер
Общий характер войны основывался на операциях местного значения (походах, рейдах, с немецкой стороны известных как т. н. « походы на Литву»), направленных на экономическое ослабления противника — на разорение земель и массовый угон пленных (из ВКЛ так было выведено более 200 тысяч человек). Относительно большие сражения происходили очень редко (битва при Трейдене в 1298, битва под Вапловками в 1311, битва под Медниками в 1320, битва на Стреве в 1348 и битва при Рудау в 1370 годах).
Вообще, несмотря на идейное оправдание войны язычеством Литвы, военные действия Ордена в ВКЛ не имели четкого религиозного характера, а больше были испытанием для рыцарства, в том числе для «гостей» из числа европейского рыцарства: английского, французского, с 1360-х годов — польского. Силы, которые привлекались, обычно были сравнительно незначительными (несколько сотен воинов, небольшое количество братьев-рыцарей). С другой стороны, частота таких походов достигала 8 за год (2-я половина XIV века), нередко — несколько раз в год, обычно — раз в год, и очень редко за год не происходило ни одного такого похода. За 1345—1377 годы насчитывают до 100 таких походов.
После 1360 года военные действия приобрели новые особенности. Активизировалась европейская помощь, в том числе приток европейского, в том числе польского рыцарства на помощь Ордену в походах в Пруссию, а оттуда на Литву. Практически, эти земли, как «населенные язычниками», стали военным полигоном для рыцарства Европы. Чаще стали присылаться большие контингенты, стали осваиваться новые направления ударов — помимо самой Жемайтии, на Аукштайтию (на неё чаще нападали ливонские крестоносцы), на Русь, Полоцкую и Чёрную (Делятичи, Белица и др.). С 1370-х годов тевтонские и ливонские крестоносцы начали осуществлять свои походы согласовано (например, в походах 1371, 1372 и 1377 годов).

## Вооружение
В 1340-е годы крестоносцы начинают использовать огнестрельное оружие. Во время этой войны была впервые на землях ВКЛ использована артиллерия (орденская осада Друи, август 1377 года). Вскоре артиллерия появилась и в войске Великого княжества Литовского.

## Начало военных действий
Война началась нападением тевтонцев на литовский замок Бисену (1283). Основными целями тевтонцев стали Жемайтия и замки среднего Понеманья, но под удар попало и белорусское Понеманье — уже в 1284 году состоялся первый успешный немецкий поход на город Гараден (Гродно). Понимая важность своевременного уведомления об атаках, великий князь литовский Витень взял под свою опеку отстроенные замки Бисену и Гродно, и ввёл в них постоянную гарнизонную службу, что было новостью в тогдашнем военном деле в ВКЛ. Вероятно, что на то время Тевтонский орден не был готов к полномасштабной войне с ВКЛ, поэтому активные военные действия довольно долго (до 1295) не возобновлялись, а тем временем, тевтонские рыцари-крестоносцы укрепили свои позиции постройкой замков Рагнит и Тильзит на Немане (1289 год).

## 1290-е годы
В 1295 и 1296 годах произошли три орденских похода в гродненское Понеманье, из них два — на Гродно. Вообще, город и крепость привлекали наибольшее внимание крестоносцев как стратегический пункт на пути дальнейшей экспансии, и на протяжении всего XIV века были целью многих орденских походов. В свою очередь, Гродно служил базой для военных ударов ВКЛ на запад.
В Подвинье войско ВКЛ победило ливонских крестоносцев (1 июля 1298) в битве при Трейдене (в современной Латвии).

## 1300-е годы
Важной вехой в наращивании военного потенциала Ордена в Прибалтике стало прибытие в Пруссию (1304) так называемых «гостей» — европейских рыцарей-крестоносцев из разных немецких земель, которые собирались помогать Ордену в борьбе против новых врагов христианства — «литвинов». Перевод столицы Ордена в Мариенбург (1309 год) сигнализировал о переносе центра внимания Ордена из Святой Земли в Прибалтику и наметил активизацию борьбы Ордена против ВКЛ.
В 1305 и 1306 годах орденские войска совершили три похода в Гродненскую землю, в 1311 году — ещё два рейда. В апреле 1311 года великий князь литовский Витень с литовско-русским войском вторгся в Пруссию, но рыцари его догнали и разгромили на обратном пути. В 1314 году состоялись три опустошительных орденских похода, два на этнические литовские земли, и один — на Новогрудок («в землю кривичей»). Войска ВКЛ осаждали замок Христмемель (1315 год). В дальнейшем, по прошествии периода пассивности после смерти князя Витеня в 1316 году, силы ВКЛ перешли к активным действиям и на какое-то время перехватили инициативу: поход князя Давыда Гродненского на Пруссию (1319), битва под Медниками (1320), четыре похода войска ВКЛ в Пруссию и Ливонию за период до 1323 года, в то время как Орден ответил лишь одним. Этим самым иногда помощь от ВКЛ в защите от орденских войск получал Псков (1322 и 1323 годы).

## 1320-е годы

Памятник Гедимину в Вильнюсе

В первой четверти 14 столетия политическое положение в Великом княжестве Литовском улучшилось. Инициатива крещения Литвы Гедимином (1322—1324 годы) привело к заступничеству за Литву папы римского Иоанна XXII , который запретил Ордену походы на её территорию, и до подписания четырёхлетнего перемирия (1324). Союзником ВКЛ стала Польша, где хотели реванша за захват Орденом Поморья и Гданьска (1308—1309). Военный союз ВКЛ и Польши был подписан в 1325 году. Одним из внешнеполитических последствий этого союза было вовлечение ВКЛ в конфликт между германским императором Людовиком Баварским и папой римским Иоанном XXII на стороне последнего и Польши, которая поддерживала папу.
В 1327 году военные действия были возобновлены, на этот раз между Тевтонским орденом и ВКЛ вместе с Польшей. В 1328 году произошли три похода крестоносцев на ВКЛ, два из них — на Гродно, в 1329 году прусская армия вторглась в Жемайтию и заняло там почти все ключевые замки. В 1329 году, после осады и неудачной попытки Гедимина помочь союзникам (поход на Каркус), Ливонский орден захватил Ригу. Взятие и подчинение Риги и рижского архиепископа (1329) позволило Ливонскому ордену, который до 1330-х годов практически не вел активных действий против ВКЛ, активизироваться, начав с 1331 года (поход на Вильно в 1334; походы на Жемайтию в 1330, 1332 и 1333 годах; походы на Полоцк в 1333 и 1334 годах; осада крепости Пулен в 1336 году).
После фактического окончания войны с Польшей (1332) и подписания с ней перемирия (1337), активизировался и Тевтонский орден. Были поставлены замки Мариенбург и Байербург (этот замок должен был быть столицей подчиненного литовского края), замок Фридбург перестроен из захваченной крепости Велена. В 1337 году Тевтонский орден получил от германского императора Людовика Баварского дарственную грамоту на Литву, причем Литва понималось как исторический регион — с Жемайтией и Русью. Отмечается, что изолированность на политической сцене Европы, и практическое отсутствие военной активности ВКЛ в 1330-е годы привели княжество под конец десятилетия до чрезвычайно трудного положения.
Однако в конце 1330-х годов активность орденов неожиданно уменьшилась, причиной чего считают обращение великого князя литовского Гедимина о принятии христианства, за что тот и был отравлен.

## 1340-е годы
После смерти Гедимина (1316—1341) политическое положение ВКЛ ухудшилась. Ливонской орден возобновил наступление на Псковскую землю (1341), немцами была куплена в Дании Эстонская земля (1346). После Калишского мира (1343) Польша на 66 лет вышла из военных действий в этом регионе. Тем временем, Польша вела с Великим княжеством Литовским борьбу за Волынскую и Галицкую земли. Таким образом, помимо конфликтов с Польшей и Москвой (из-за Смоленского княжества), в 1340—1350-е годы ВКЛ осталось наедине с консолидированными силами Ордена, с которым солидаризировались и влиятельные фигуры европейской политики — король Ян Чешский, король Людовик Венгерский, герцог Карл Люксембургский (будущий император Карл IV). К участию в «священной войне с язычниками» приглашались европейские рыцари, и рыцарство Европы охотно участвовала в войне (поход отряда герцога Вильгельма на Жемайтию и др.).
Поход объединённых рыцарских сил на Литву в 1345 году сорвался из-за плохой координации и ранней весны, но в 1348 году состоялся опустошительный поход прусской армии с участием рыцарей-«гостей» на Понеманье, закончившийся тяжёлым поражением литовской армии под командованием братьев Ольгерда и Кейстута под Ковно.
Эти события, однако, наметили начало периода относительного затишья в войне. В 1345—1360 годах Прусский орден провел 10 походов, Ливонской орден — 6, великие князья литовские — 10. Свою роль здесь играла тогдашняя общеевропейская эпидемия чумы, но главной причиной считается новая инициатива крещения Литвы, которая исходила от Кейстута (1348) до немецкого императора и богемского короля Карла IV Люксембургского, потом от князей Литвы до короля Людовика Венгерского (1351), потом повторно до Карла IV (1358).
Между Тевтонским орденом и Великим княжеством Литовским дважды заключался мир, в 1349—1351 и 1355—1356 годах, но после неудачи инициативы 1358 года поддержка германского императора Карла IV была потеряна, и в 1360 году военные действия возобновились.

## 1360-е годы
В 1362 году немецкими рыцарями-крестоносцами было захвачено Ковно, в 1366 году был осуществлен поход на Полоцк. В 1367 году был заключен мир с ливонским магистром, что позволило великому князю литовскому Ольгерду провести три похода на Московское княжество. В 1370 году военные действия возобновились, и литовско-русское войско при попытке похода на Кёнигсберг понесло поражение в битве под Рудавой. Походы на ВКЛ происходили в 1371 и 1372 годах. В 1373 году возобновились и широкомасштабные военные действия, причем успех все больше клонился на сторону Ордена, который, к тому же, получал помощь со стороны Европы. В 1377 году были осажден Тракай и частично сожжен Вильнюс, в августе 1377 года осаждена Друя, осенью 1377 года состоялся поход герцога Альбрехта III Австрийского на Жемайтию, в декабре — нападение на Белицкий замок (ныне деревня Белица). В 1379 году был осажден замок Брест, опустошена Гродненская земля. В 1381 году состоялись походы крестонсоцев на Вильно и Полоцк, был разрушен замок Новополье.
Действия Великого княжества Литовского в 1370-е годы были ограниченными, из них наиболее значительными были походы Свидригайло и Андрея Ольгердовичей на Динабург и Подвинье в 1373 и 1375 годах, поход Кейстута в Курляндию в 1377 году.
В 1379 году новый великий князь литовский Ягайло и его дядя Кейстут, князь жемайтский, подписали с великим магистром Винрихом фон Книпроде десятилетнее перемирие, которое касалось только определённых приграничных земель (Волковыск, Сураж, Дрохичин, Каменец, Мельник, Бельск, Брест, Гродно). В том же году Ягайло начал искать сепаратного соглашения с крестоносцами, и в феврале 1380/1381 подписал с ливонским магистром мирное соглашение, которое не касалось Жемайтии и земель его дяди и соправителя Кейстута, а в мае 1380/1381 года подписал с магистром всего Тевтонского ордена мирное соглашение, которое также не касалось земель Кейстута.
Этот период войны проходил под сильным влиянием внутригосударственных борьбы Ягайло и Кейстута, потом Витовта, которую временно выиграл Ягайло. Взамен за четырёхлетний мир, он уступил (31 октября 1382 года) Тевтонскому ордену Жемайтию до реки Дубисса, и пообещал в течение четырёх лет креститься. Но Витовт, убежав в Пруссию, пообещал крестоносцам, в качестве лена, вообще всю Жемайтию. В свою очередь, власти Ордена пользовались конфликтом внутри Великого княжества Литовского в своих собственных интересах, и, например, нарушили соглашение в сентябре 1383 года в походе на Вильнюс и Тракай, совместно с силами Витовта (3000 жемайтов). Тракай был захвачен, часть Вильнюса сожжена. Однако, великий князь литовский Ягайло смог быстро отвоевать Тракай, а Орден потерял своего внутреннего союзника после бегства Витовта (лето 1384). Великий князь литовский Ягайло, ища союзников, отклонил союз с Великим княжеством Московским, и сделал выбор в пользу Польши, что обусловило подписание Кревской унии (1385).

## После 1385 года
Недовольство условиями Кревской унии, политикой Ягайло и усиление внутригосударственной оппозиции во главе с Витовтом привели к продолжению гражданской войны в ВКЛ (1389—1392), в которой участвовал и Тевтонский орден. Витовт, князь гродненский, бежал к тевтонским крестоносцам и заключил с ними военный союз. В 1390 году Витовт с войсками тевтонских рыцарей-крестоносцев (среди «гостей» — Генрих, граф Дерби, в дальнейшем — король Англии Генрих IV) неудачно штурмовал замки Вильнюса и отступил в Пруссию. Новый и также безуспешный поход на Вильно был совершен Витовтом и крестоносцами в 1391 году. Зимой 1391 года Витовт взял литовские города Гродно и Медники. Однако, в 1392 году Витовт разорвал союз с Орденом, и 4 августа 1392 года заключил Островское соглашение со своим двоюродным братом Ягайло.
Вмешательство Тевтонского ордена в политику ВКЛ осуществлялось и дальше. В 1394 году отряд крестоносцев во главе с орденским маршалом Вернером Теттингеном, дойдя до Вильно, Новогрудка, Лиды и «сделав значительные опустошения .. сгоняет множество пленных оба пола и сводит их в Пруссию».
Разорения, которые творила война, а также желание свободно действовать на востоке, подтолкнули великого князя литовского Витовта к заключению сепаратного Салинского мира с Тевтонским орденом, согласно условиям которого крестоносцам навсегда отходила Жемайтия (мир предварительно подписан 23 апреля 1398 года и утвержден 12 октября 1398 года на острове Салин). Такой договор, между прочим, свидетельствовал и о желании крупных феодалов ВКЛ полностью разорвать государственную унию с Польским королевством.
Однако, феодалы Жемайтии воспротивились переходу под власть немцев и подняли восстание против тевтонского владычества. Это, наряду с продолжением орденских набегов на ВКЛ, и с неудачами на востоке (см. также: битва на Ворскле), вынудило Витовта к изменению курса, поддержке Жемайтии и заключению Виленско-Радомской унии с Польшей (1401).

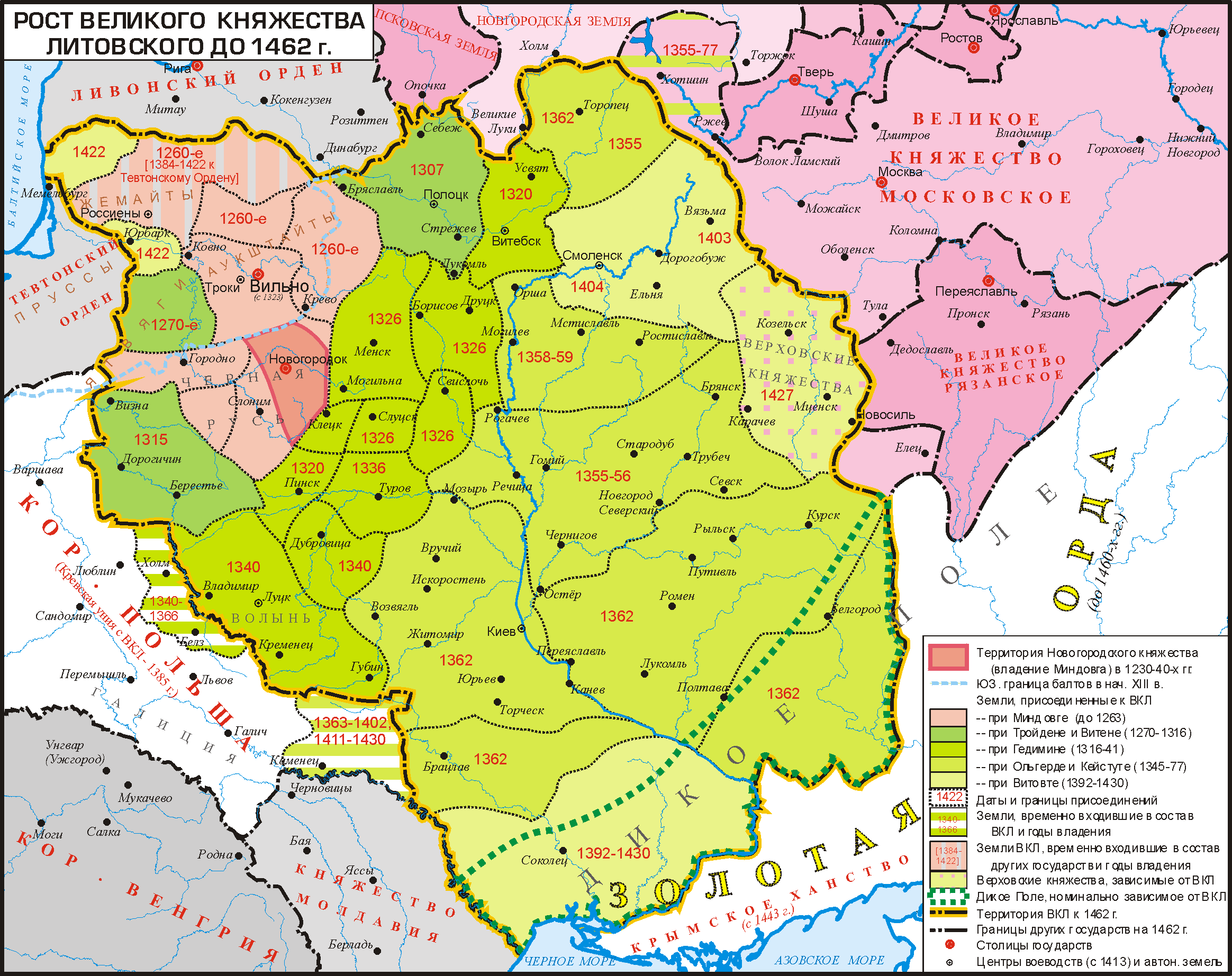
Великое княжество Литовское в правление Витовта (1392—1430)

Нападения немецких крестоносцев продолжались и в дальнейшем. Осенью 1401 года один из отрядов крестоносцев напал на Ковно, второй на Гродненскую землю. Крестоносцы опустошали и жгли деревни, выводили в Пруссию пленных. В феврале 1402 года магистр Ордена снова совершил нападение на Гродненскую землю, захватив 400 пленных. Было совершено нападение на литовские земли и со стороны ливонских крестоносцев. А в мае 1402 года литовские и жемайтские отряды захватили Клайпеду и другие пограничные замки, сожгли, а население взяли с собой в Литву. Летом 1402 года крестоносцы дошли до Медников и Ошмян. Замков не взяли, но опустошили ближайшие окрестности. В конце 1402 года Витовт сжег Рагнит, а в апреле 1403 года даже захватил Динабург и Юрбарк, в ответ крестоносцы взяли Мереч и опустошили окрестности Трок. Трудности войны на два фронта (с Орденом и с Москвой) вынудили Витовта к заключению, Рацёнжского, мира с крестоносцами (22 мая 1404 года), которым был подтвержден Салинский мир 1398 года.
Однако, после подписания мира с Великим княжеством Московским (1408), на секретном совещании польского короля Ягайлы и великого князя литовского Витовта в Новогрудке (конец декабря 1408 года) было постановлено вернуть Жемайтию в состав ВКЛ.
Весной 1409 года в Жемайтии было начато восстание, которое было поддержано великим князем литовским. Польский король Владислав Ягелло также оказал политическую поддержку восставшим жмудинам (было оспорено юридическое право Тевтонского ордена на Жемайтию на том основании, что Ордену был предложен третейский суд относительно Жемайтии, и было предложено воздержаться от атак на Жемайтию). Польский король Ягелло отправил посольство к великому магистру Тевтонского ордена (1409), угрожая в случае отказа поддержать ВКЛ. Великий магистр Ульрих фон Юнгинген в ответ объявил Польше войну (формальное провозглашение войны состоялось в Мариенбурге 6 августа 1409 года, грамота польскому королю вручена в Корчине 15 августа 1409 года).
Таким образом, отдельная война Тевтонского ордена против Великого княжества Литовского закончилась, и началась Великая война (1409—1411) ВКЛ и Польши с Тевтонским орденом. См. также: Грюнвальдская битва.